# ジェッシー・マタドール
ジェッシー・マタドール（Jessy Matador）、本名ジェッシー・キムバンギ（Jessy Kimbangi）は、コンゴ民主共和国出身でフランス在住の歌手である。

## 来歴
ザイール（コンゴ民主共和国）にて1982年10月27日に生まれ、2001年からダンサーとしてのキャリアを開始する。後にLes cœurs brisésというグループに加わり、その一員としてアメリカ合衆国、コンゴ民主共和国、イギリス、イタリア、カナダをツアーした。
2005年、Dr.Love、Linho、Benkoffと共に、独自のグループLa Sélésaoを結成した。2007年末に、グループはOyas Recordsと契約を交わし、2008年春にはWagram Recordsと契約した。デビュー・シングル「Décalé Gwada」が2008年6月に発売され、この夏のヒット曲となった。2008年11月24日にはアルバム『African New Style』が発売された。アルバムは、アフリカと西インド諸島の両方の音楽からの影響を混ぜ合わせ、より都会的にした作風となっている。彼らの音楽には、ズーク（zouk）、ダンスホールレゲエ、レゲエ、ヒップホップ、クーペ＝デカレ（Coupé-Décalé）、ンドンボロ（ndombolo）、クドゥーロといった音楽の影響が見られる。2008年12月には、2枚目のシングル「Mini Kawoulé」が発売された。

## ユーロビジョン・ソング・コンテスト2010
2010年2月19日、ノルウェーのオスロで開かれる予定のユーロビジョン・ソング・コンテスト2010のフランス代表にジェッシー・マタドールの楽曲「Allez! Ola! Olé!」が選ばれたことが、フランス・テレビジョンによって発表された。

## ディスコグラフィー

### シングル
| 年   | シングル         | チャート順位 | チャート順位 |
| 年   | シングル         | フランス     | ワロン       |
| ---- | ---------------- | ------------ | ------------ |
| 2008 | Décalé Gwada     | 14           | 23           |
| 2009 | Mini Kawoulé     | 16           | -            |
| 2010 | Allez! Ola! Olé! | TBA          | TBA          |